# Neoseiulus kearnae
Neoseiulus kearnae är en spindeldjursart som beskrevs av John Stanley Beard 200. Neoseiulus kearnae ingår i släktet Neoseiulus och familjen Phytoseiidae. Inga underarter finns listade i Catalogue of Life.